# Gavaudun
Gavaudun est une commune du Sud-Ouest de la France, située dans le département de Lot-et-Garonne (région Nouvelle-Aquitaine).

## Géographie

### Localisation
Située au bord de la Lède en limite du Haut-Agenais et du département de la Dordogne (Périgord noir).

### Communes limitrophes
Gavaudun est limitrophe de huit autres communes dont deux dans le département de la Dordogne. Au nord-ouest, Vergt-de-Biron n'est limitrophe que par un quadripoint.
Les communes limitrophes sont  Biron, Blanquefort-sur-Briolance, Cuzorn, Lacapelle-Biron, Montagnac-sur-Lède, Paulhiac, Salles et Vergt-de-Biron.
| Biron (Dordogne), Vergt-de-Biron (Dordogne) | Lacapelle-Biron | Blanquefort-sur-Briolance |
| Paulhiac, Montagnac-sur-Lède                | Gavaudun        | Cuzorn                    |
|                                             | Salles          |                           |

### Climat
Pour des articles plus généraux, voir Climat de la Nouvelle-Aquitaine et Climat de Lot-et-Garonne.
Historiquement, la commune est exposée à un climat océanique aquitain.  
En 2020, Météo-France publie une typologie des climats de la France métropolitaine dans laquelle la commune est exposée à un climat océanique altéré et est dans la région climatique Aquitaine, Gascogne, caractérisée par une pluviométrie abondante au printemps, modérée en automne, un faible ensoleillement au printemps, un été chaud (19,5 °C), des vents faibles, des brouillards fréquents en automne et en hiver et des orages fréquents en été (15 à 20 jours).
Pour la période 1971-2000, la température annuelle moyenne est de 12,3 °C, avec une amplitude thermique annuelle de 15,7 °C. Le cumul annuel moyen de précipitations est de 884 mm, avec 11,9 jours de précipitations en janvier et 6,6 jours en juillet. Pour la période 1991-2020, la température moyenne annuelle observée sur la station météorologique la plus proche, située sur la commune de Lacapelle-Biron à 4 km à vol d'oiseau, est de 13,6 °C et le cumul annuel moyen de précipitations est de 833,3 mm,. Pour l'avenir, les paramètres climatiques de la commune estimés pour 2050 selon différents scénarios d’émission de gaz à effet de serre sont consultables sur un site dédié publié par Météo-France en novembre 2022.

## Urbanisme

### Typologie
Au 1er janvier 2024, Gavaudun est catégorisée commune rurale à habitat très dispersé, selon la nouvelle grille communale de densité à sept niveaux définie par l'Insee en 2022.
Elle est située hors unité urbaine et hors attraction des villes,.

### Occupation des sols

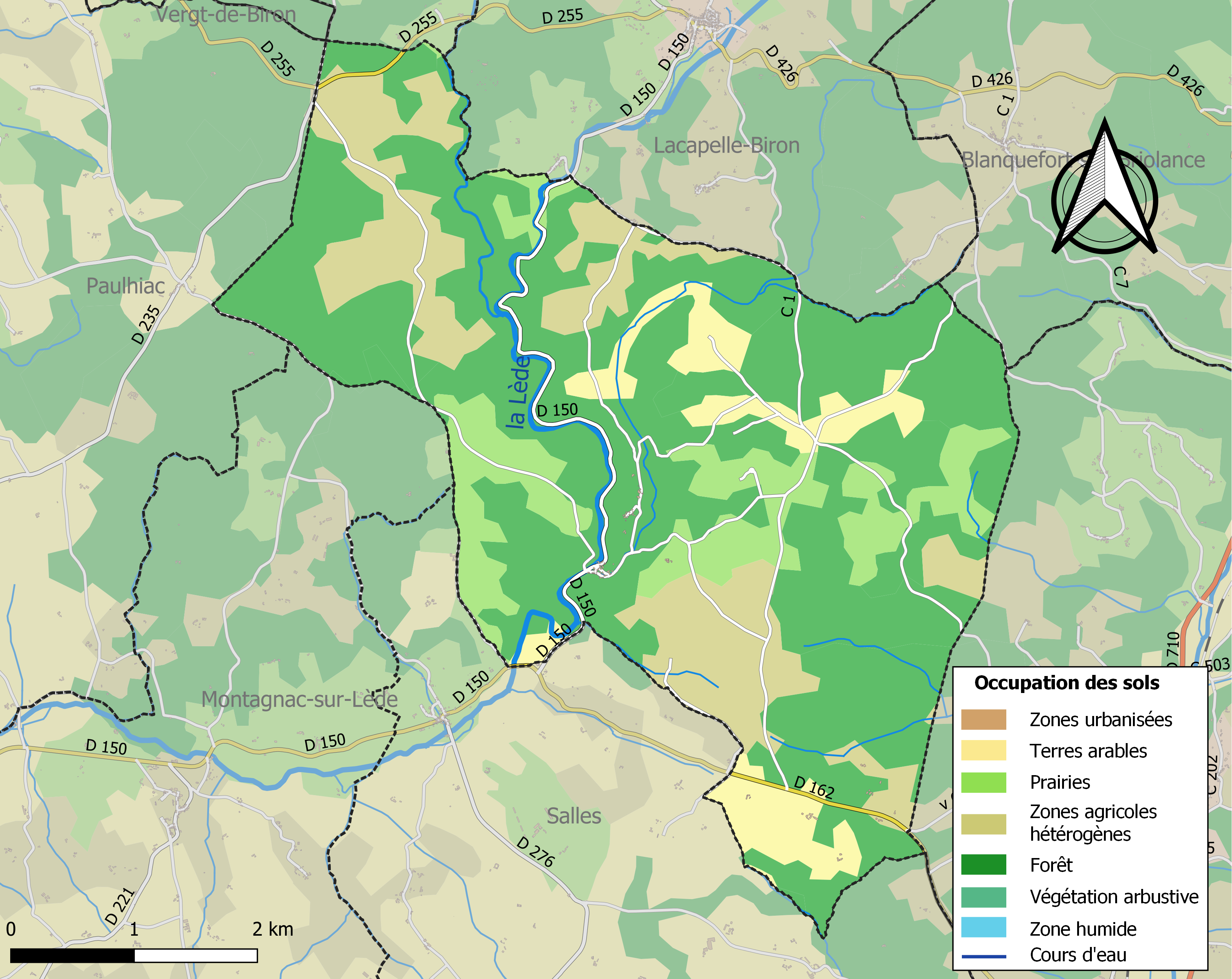
Carte des infrastructures et de l'occupation des sols de la commune en 2018 (CLC).

L'occupation des sols de la commune, telle qu'elle ressort de la base de données européenne d’occupation biophysique des sols Corine Land Cover (CLC), est marquée par l'importance des forêts et milieux semi-naturels (61,7 % en 2018), en augmentation par rapport à 1990 (60 %). La répartition détaillée en 2018 est la suivante : 
forêts (61,7 %), zones agricoles hétérogènes (18 %), prairies (12,2 %), terres arables (8,1 %). L'évolution de l’occupation des sols de la commune et de ses infrastructures peut être observée sur les différentes représentations cartographiques du territoire : la carte de Cassini (XVIIIe siècle), la carte d'état-major (1820-1866) et les cartes ou photos aériennes de l'IGN pour la période actuelle (1950 à aujourd'hui).

### Risques majeurs
Le territoire de la commune de Gavaudun est vulnérable à différents aléas naturels : météorologiques (tempête, orage, neige, grand froid, canicule ou sécheresse), inondations, feux de forêts, mouvements de terrains et séisme (sismicité très faible). Un site publié par le BRGM permet d'évaluer simplement et rapidement les risques d'un bien localisé soit par son adresse soit par le numéro de sa parcelle.
Certaines parties du territoire communal sont susceptibles d’être affectées par le risque d’inondation par une crue à  débordement lent de cours d'eau, notamment la Lède. La commune a été reconnue en état de catastrophe naturelle au titre des dommages causés par les inondations et coulées de boue survenues en 1982, 1993, 1999, 2003, 2008 et 2009,.
Gavaudun est exposée au risque de feu de forêt. Depuis le 20 avril 2016, les départements de la Gironde, des Landes et de Lot-et-Garonne disposent d’un règlement interdépartemental de protection de la forêt contre les incendies. Ce règlement vise à mieux prévenir les incendies de forêt, à faciliter les interventions des services et à limiter les conséquences, que ce soit par le débroussaillement, la limitation de l’apport du feu ou la réglementation des activités en forêt. Il définit en particulier cinq niveaux de vigilance croissants auxquels sont associés différentes mesures,.
Les mouvements de terrains susceptibles de se produire sur la commune sont des affaissements et effondrements liés aux cavités souterraines (hors mines), des glissements de terrain et des tassements différentiels. Afin de mieux appréhender le risque d’affaissement de terrain, un inventaire national permet de localiser les éventuelles cavités souterraines sur la commune.

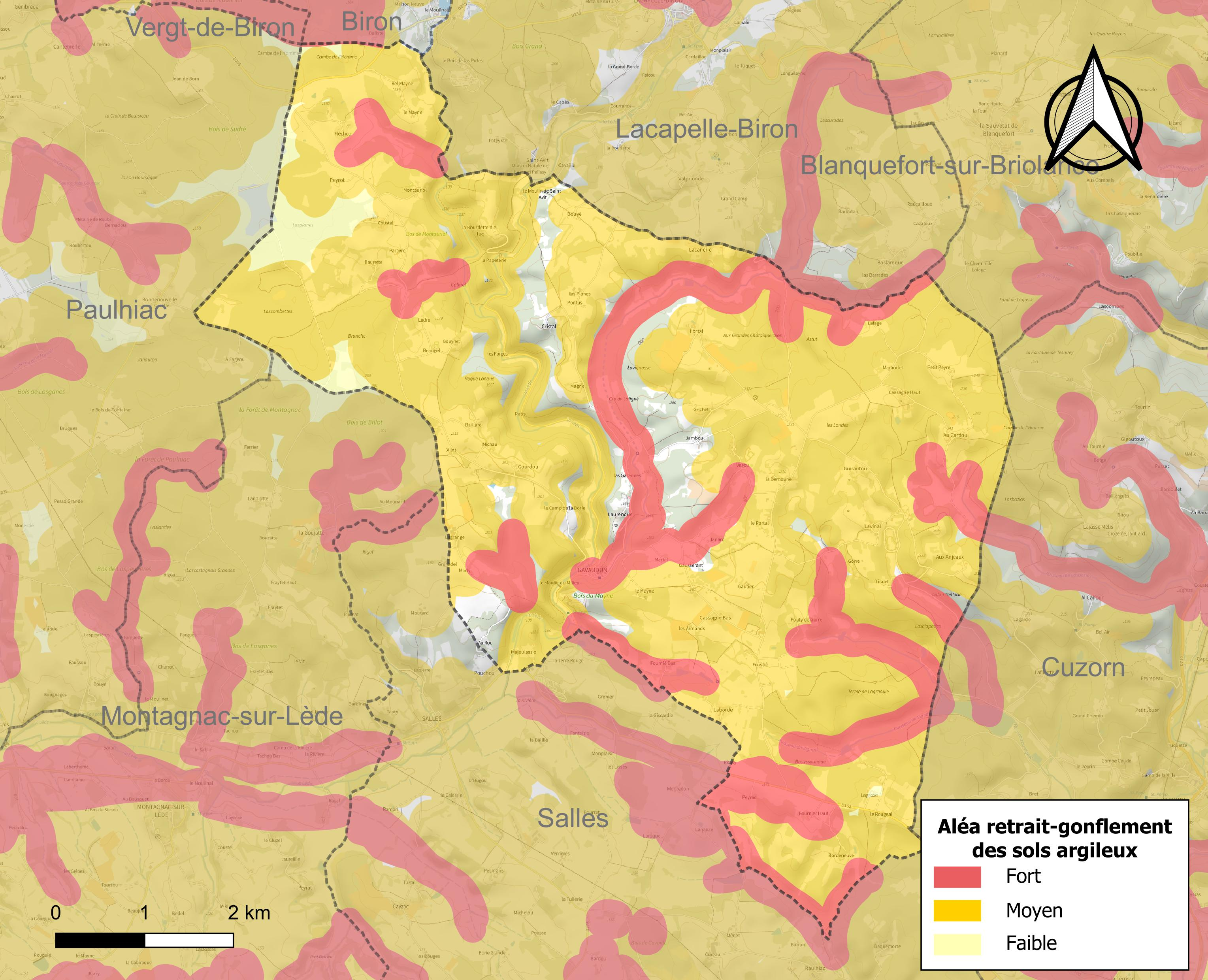
Carte des zones d'aléa retrait-gonflement des sols argileux de Gavaudun.

Le retrait-gonflement des sols argileux est susceptible d'engendrer des dommages importants aux bâtiments en cas d’alternance de périodes de sécheresse et de pluie. 91,3 % de la superficie communale est en aléa moyen ou fort (91,8 % au niveau départemental et 48,5 % au niveau national). Depuis le 1er octobre 2020, en application de la loi ELAN, différentes contraintes s'imposent aux vendeurs, maîtres d'ouvrages ou constructeurs de biens situés dans une zone classée en aléa moyen ou fort,.
Concernant les mouvements de terrains, la commune a été reconnue en état de catastrophe naturelle au titre des dommages causés par la sécheresse en 1991, 2002, 2003 et 2011 et par des mouvements de terrain en 1999.

## Toponymie
La ville haute est placée sur un éperon rocheux, ancien  oppidum, "Gabalo-dunum", dont témoigne l'étymologie gauloise en "-dun " de son nom. Le sens de "Gabalo" est fourche. "Gabalodunum", le fort du gibet.

## Histoire

### Préhistoire

#### Abri Peyrony
Site du Périgordien supérieur à burins de Noailles.
En 1914 Denis Peyrony découvre un gisement préhistorique sous abri en rive droite (côté ouest) de la Lède en face du bourg de Gavaudun, au pied des falaises qui bordent la rivière. La terrasse de l'abri est inclinée vers la rivière. Il le signale à Alban Vergne, industriel de Villeneuve-sur-Lot et amateur archéologue. Vergne fouille le site de 1926 à 1928. Il le nomme « abri Peyrony ». Malheureusement il détruit les parties les plus riches du site, ne publie qu'un article en 1929 (illustré par D. Peyrony) et le mobilier qu'il a collecté, estimé à plusieurs milliers de pièces, disparaît sans laisser de traces. Son article de 1929 décrit entre autres une plaque calcaire gravée, seul exemplaire de ce type à avoir été découvert dans le département jusqu'en 1994 ; cette plaque, disparue, est retrouvée en avril 1985 au musée Gaston Rapin de Villeneuve-sur-Lot, ainsi qu'une vingtaine de pièces, silex taillés et éléments de parure (dents et coquillages), provenant également de l'abri Peyrony.

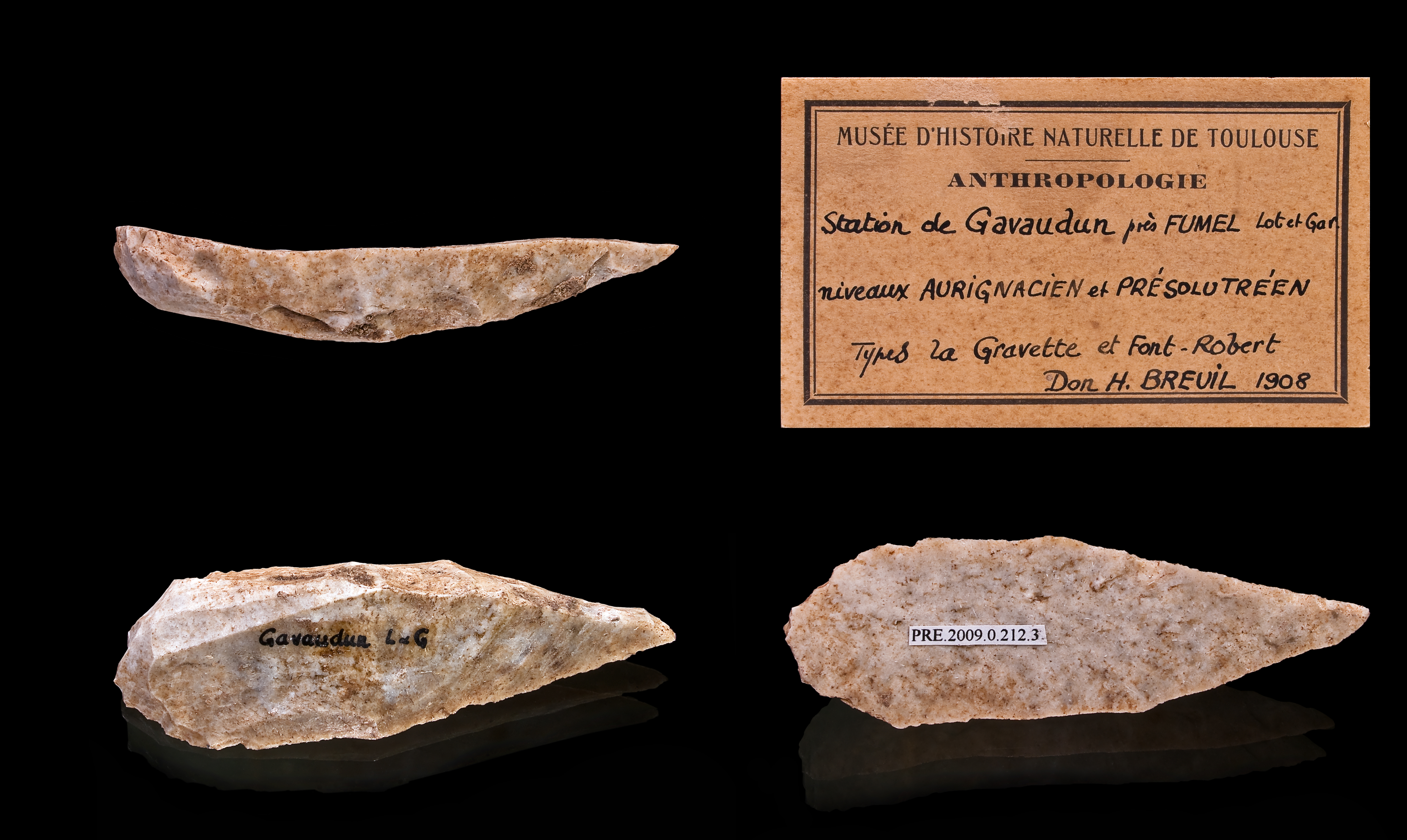
Grattoir - Aurignacien - Muséum de Toulouse.
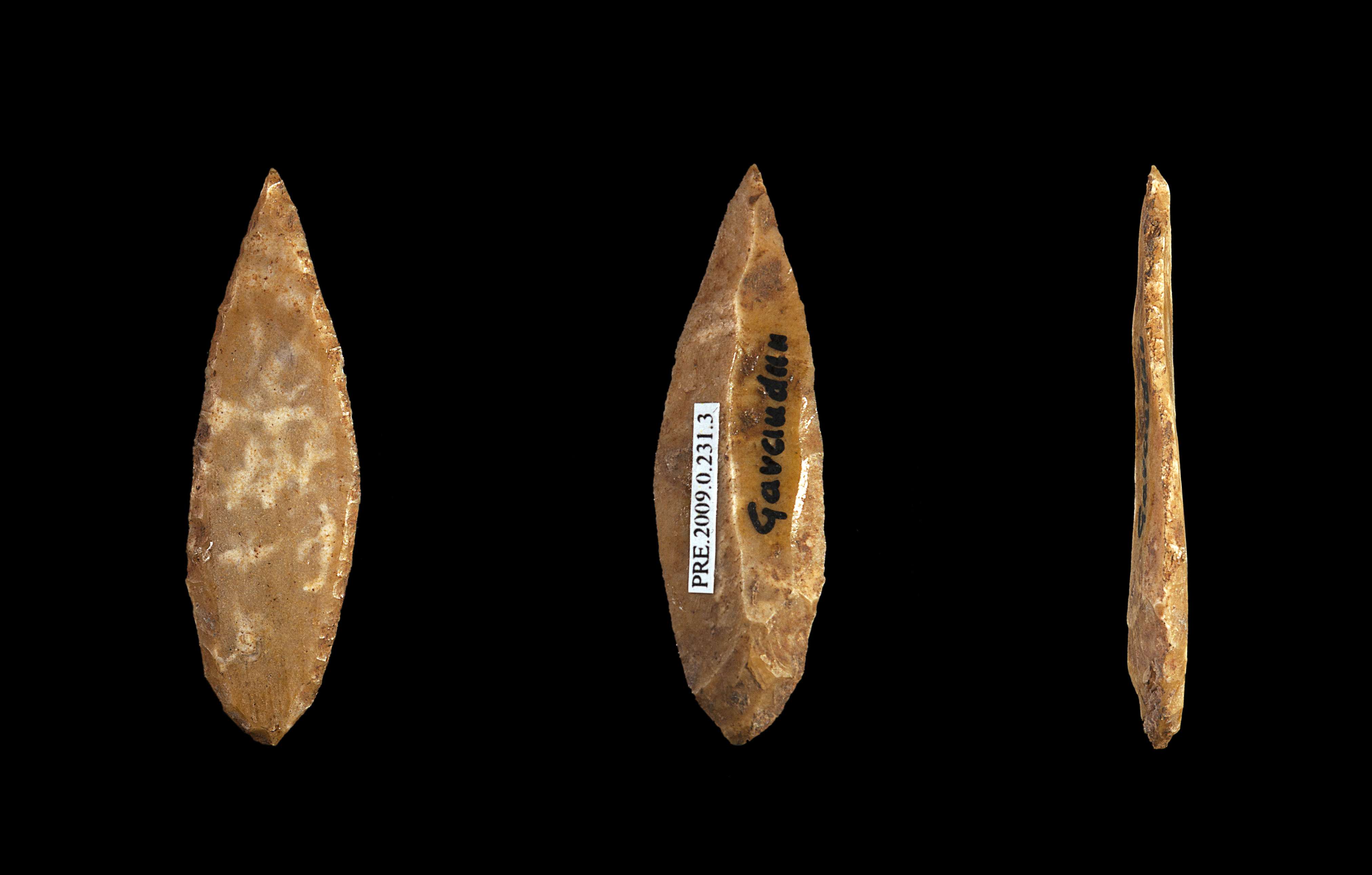
Fléchette - Gravettien - Muséum de Toulouse.
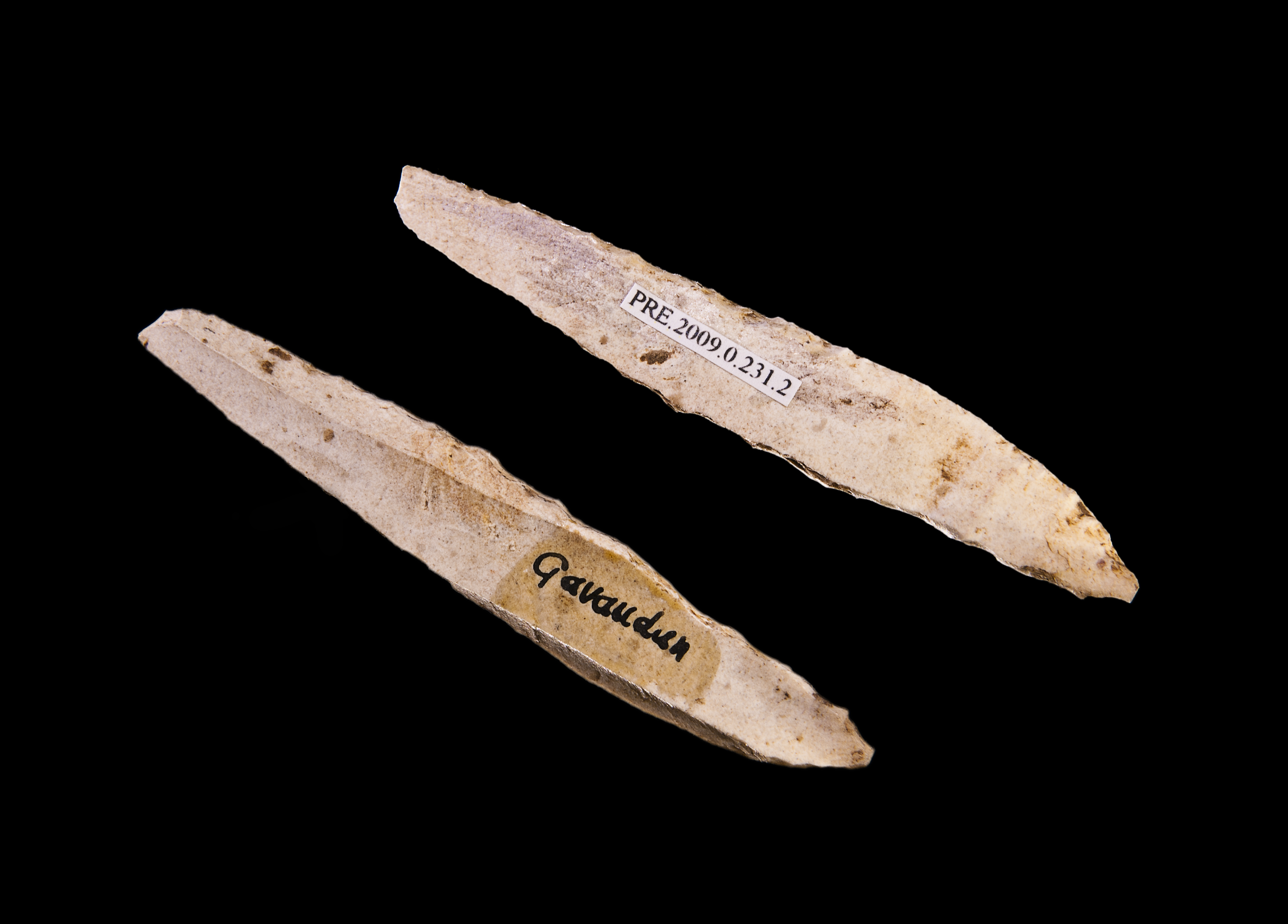
Pointe de la Gravette - Muséum de Toulouse
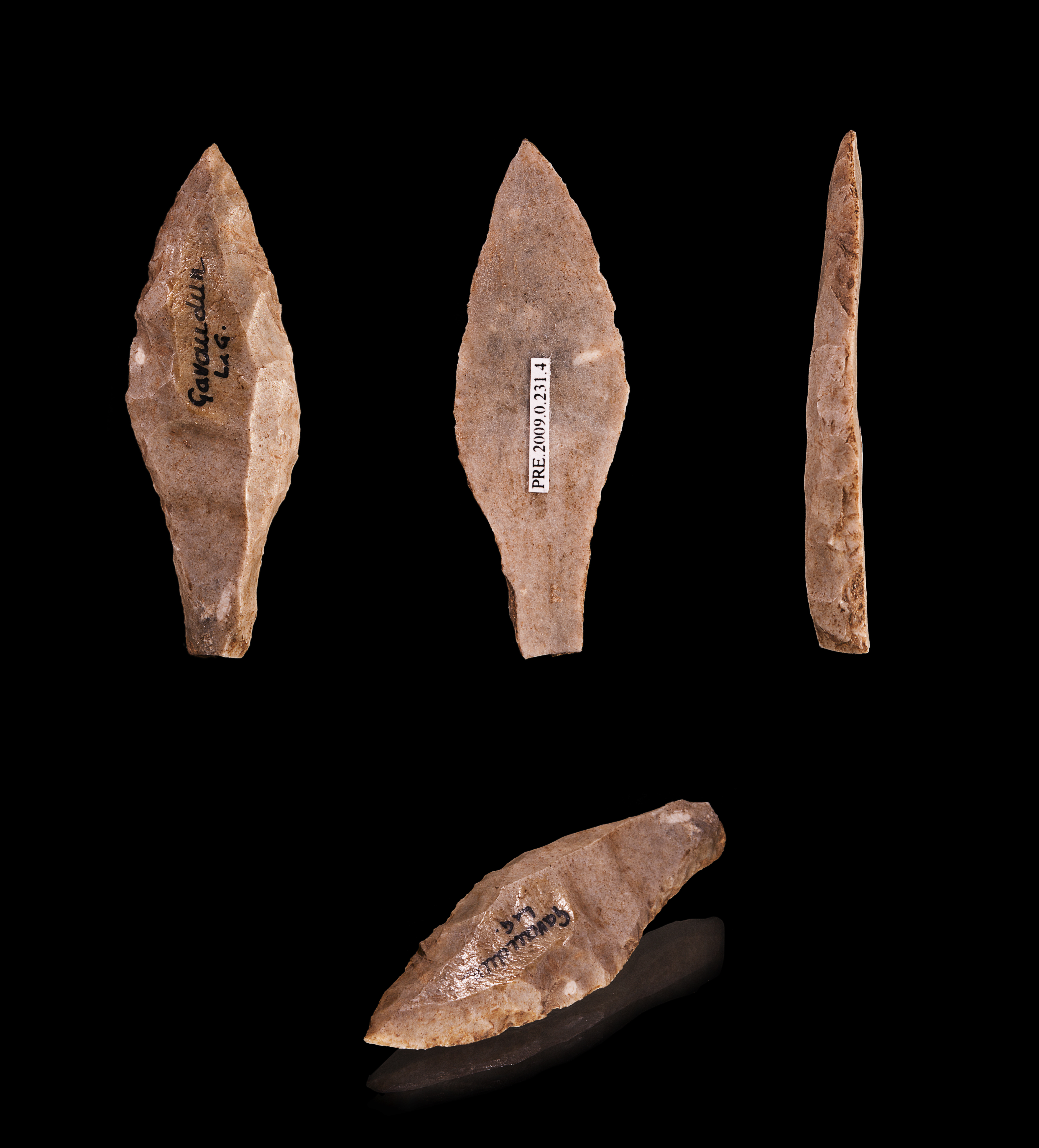
Flèche type Font Robert

#### Grotte du Moulin du Milieu
La grotte du Moulin du Milieu est en partie fouillée par Ludomir Combes et l'abbé Landesque.
Marcellin Boule visite le site plusieurs fois.
Dans la deuxième moitié du XVIIIe siècle, elle est vidée en partie pour y installer un séchoir. La couche supérieure ainsi enlevée était probablement de l'Aurignacien : sur la surface du sol au début du XXe siècle et dans les anciens déblais, Denis Peyrony a noté des assemblages couramment rencontrés dans cette culture y compris des burins de factures diverses, des grattoirs façonnés sur bout de lame et des grattoirs de type Tarté. Les fouilles y sont reprises de 1924 à 1926 sous la direction de Chambas.
Le mobilier trouvé par Chambas est nettement moustérien : petits « coups de poing », pointes triangulaires à une face plane, racloirs, disques, couteaux, etc. Le silex utilisé se prête mal à la taille et l'outillage contient de nombreuses pièces « de fortune ». La faune associée inclut cerf élaphe (dont nombreuses molaires, portions de mandibules droites, incisives et plusieurs astragales), bouquetin (capra ibex), chamois (dont un astragale et un calcaneus), renne (dont molaires et tibia), plusieurs grandes espèces de bovidés, cheval (dont nombreuses molaires qui indiqueraient la présence de plusieurs espèces y compris une de très grande taille), rhinocéros laineux (dont trois molaires), et abondants rongeurs.
En 1934-1935, à l'âge de 15 ans, l'archéologue François Bordes obtient un permis pour déblayer le site du Roc de Gavaudun.

#### Site du Moulin de Ratis
C'est une brèche située près du moulin de Ratis qui se trouve en rive gauche (côté est) de la Lède, à environ 1,4 km (à vol d'oiseau) au nord-ouest de Gavaudun. 
Chaubard et de Raigniac le mentionnent en 1834 : ils y trouvent de nombreux ossements de quadrupèdes emballés dans de la marne argileuse, mais n'y font pas de fouilles faute d'équipement approprié. Déjà en 1865 Combes signale que les travaux de construction de la route (l'actuelle D150) ont détruit la plus grande partie du site.

#### Atelier de plein air du plateau de Baillard[34]
Station du Paléolithique supérieur.

#### Roquecave
Azilien et Périgordien supérieur.

### Époque celtique, Moyen-Âge
Comme son nom l'indique, Gavaudun est un ancien oppidum (dun).
La forteresse de Gavaudun occupe une position stratégique renforcée par la qualité défensive naturelle du site qui est placé sur un piton rocheux.
Il constitue un bel exemple de l'architecture fortifiée du XIIIe siècle.
Au fil des alliances, le château de Gavaudun qui est situé à la frontière entre le Périgord et l'Agenais a été la possession de plusieurs grandes familles du Sud-Ouest.

## Politique et administration

### Liste des maires
| Période                                  | Période   | Identité          | Étiquette | Qualité               |
| ---------------------------------------- | --------- | ----------------- | --------- | --------------------- |
| Les données manquantes sont à compléter. |           |                   |           |                       |
|                                          |           |                   |           |                       |
| 1997                                     | mars 2001 | Maurice Caumières | PS        | Instituteur           |
| mars 2001                                | Juin 2020 | Éric Congé        | PS        | Inspecteur d'académie |
| juin 2020 (réélu en juillet 2020)        | En cours  | Adrien Teyssedou  | SE        | Agriculteur           |

## Démographie
L'évolution du nombre d'habitants est connue à travers les recensements de la population effectués dans la commune depuis 1793. Pour les communes de moins de 10 000 habitants, une enquête de recensement portant sur toute la population est réalisée tous les cinq ans, les populations de référence des années intermédiaires étant quant à elles estimées par interpolation ou extrapolation. Pour la commune, le premier recensement exhaustif entrant dans le cadre du nouveau dispositif a été réalisé en 2004.

En 2022, la commune comptait 304 habitants, en évolution de +8,57 % par rapport à 2016 (Lot-et-Garonne : −0,18 %, France hors Mayotte : +2,11 %).
| 1793  | 1806 | 1821 | 1831  | 1836  | 1841  | 1846  | 1851  | 1856  |
| ----- | ---- | ---- | ----- | ----- | ----- | ----- | ----- | ----- |
| 1 554 | 927  | 947  | 1 026 | 1 078 | 1 091 | 1 060 | 1 027 | 1 064 |

| 1861 | 1866 | 1872 | 1876 | 1881 | 1886 | 1891 | 1896 | 1901 |
| ---- | ---- | ---- | ---- | ---- | ---- | ---- | ---- | ---- |
| 992  | 890  | 853  | 855  | 812  | 794  | 692  | 651  | 617  |

| 1906 | 1911 | 1921 | 1926 | 1931 | 1936 | 1946 | 1954 | 1962 |
| ---- | ---- | ---- | ---- | ---- | ---- | ---- | ---- | ---- |
| 550  | 530  | 438  | 455  | 441  | 427  | 371  | 322  | 320  |

| 1968 | 1975 | 1982 | 1990 | 1999 | 2004 | 2006 | 2009 | 2014 |
| ---- | ---- | ---- | ---- | ---- | ---- | ---- | ---- | ---- |
| 276  | 256  | 269  | 287  | 316  | 286  | 279  | 295  | 285  |

| 2019 | 2022 | - | - | - | - | - | - | - |
| ---- | ---- | - | - | - | - | - | - | - |
| 291  | 304  | - | - | - | - | - | - | - |

## Culture locale et patrimoine

### Lieux et monuments
- La commune était habitée dès l'aurignacien, et a livré des outils conservés, en partie, au Muséum de Toulouse.
- Le château de Gavaudun du XIIIe siècle classé monument historique.
- Les vestiges du prieuré Saint-Sardos de Laurenque construit entre le XVe siècle et le XVIe siècle. Il comporte l'église, le pigeonnier avec son four à pain en rez-de-chaussée qui ont été inscrits monuments historiques le 15 septembre 1993 ainsi que le sol archéologique[42]
- L'église Saint-Sardos-et-Sainte-Anne de Laurenque, propriété de la commune a été classée monument historique par arrêté du 3 septembre 1912[43].
- Église Sainte-Anne-de-la-Castelle de Laurenque.
- La vallée de la Lède, à Gavaudun est un site classé[44].

### Personnalités liées à la commune
- Bernard Palissy, potier, émailleur, peintre, verrier, écrivain et savant français, né au hameau de Saint-Avit commune de Lacapelle-Biron en limite de Gavaudun vers 1510.
- Pierre Boissière (?-2022), poète et chanteur, défenseur de la langue occitane, est mort à Gavaudun.